# Niccolò Mestrino

Niccolò Mestrino

Niccolò Mestrino (* 1748 in Mailand; † Ende Juli 1789 in Paris) war ein italienischer Violinist und Komponist.

## Leben und Wirken
In seiner Heimat Italien war Niccolò Mestrino mit dem Kontrabassisten Domenico Dragonetti befreundet, mit dem er eine Zeit lang intensiv studierte und musizierte, ansonsten ist über seine Ausbildung nichts überliefert. Niccolò Mestrino wirkte ab dem 1. November 1780 für fünf Jahre unter Joseph Haydn, in der Kapelle des Fürsten Esterhazy in Eisenstadt. Dort gehörte er mit 480 Gulden Jahreseinkommen, nebst den üblichen Vorteilen, zu den besser besoldeten Musikern. Anschließend wirkte er einige Monate in der Kapelle des Grafen Ladislaus Erdödy in Bratislava.
Im August 1786 bewarb er sich vergeblich um die Stelle des Kapellmeisters der Brüsseler Hofkapelle, in Nachfolge des verstorbenen Henri-Jacques de Croes. Zur Weihnachtszeit des gleichen Jahres, hatte er sein Debüt beim Concert Spirituel in Paris, dort gehörte Antonio Lolli zu seinen Konkurrenten. Der Mercure de France meldete am 6. Januar 1787 Les connaisseurs trouvent sa manière neuve, pleine d'expression et de sensbilité...( Die Kenner schätzten seine neue Art voller Ausdruck und Sensiblität...). Giovanni Battista Viotti, Leiter der neu eröffneten italienischen Oper am „Théâtre Monsieur“ übertrug Mestrino 1789 die Orchesterleitung, die er aber nur wenige Monate ausüben konnte. Als Orchesterleiter folgte ihm sein Landsmann Giuseppe Puppo (1749–1827).

## Werke (Auswahl)
- Capriccio arpeggio für 2 Violinen
- Caprices ou édutes für Violine (dédiés aux amateurs) (Wien)
- Duette für 2 Violinen op. 2, 3 und 7
- 12 Grands Solos ou études pour Violon
- Sonaten für Violine und B.c. op. 5
- 12 Violinkonzerte

Quelle: